# Marie-Joseph Angélique
Marie-Joseph Angélique, född omkring 1710 på Madeira , död  21 juni 1734 i Montreal i Nya Frankrike, var en kanadensisk slav, känd för att ha förorsakad den stora branden i Montreal 10 april 1734, när större delen av gamla Montreal brann ned, ett brott för vilket hon blev avrättad.

## Biografi
Marie-Joseph Angélique föddes på portugisiska Madeira. Hon fick sitt namn av sin ägare François Poulin de Francheville, som köpte henne 1730. Hon inledde ett förhållande med den frie vite mannen Claude Thibault, med vilken hon planerade att fly till New England. Natten 10 april antände hon sin ägares hem under flykten. Elden spred sig från huset till övriga staden och en stor del av Montreal brann ned. Angélique greps, medan Claude Thibault hann undan. Hon dömdes för mordbrand till att få sin högra hand avhuggen och brännas på bål. Straffet mildrades sedan till att hon efter avhuggningen av handen skulle avrättas genom hängning innan hennes lik brändes på bål. 